# FC 세트 34
FC 세트 34(프랑스어: Football Club de Sète 34)는 프랑스 세트를 연고로 하는 축구 클럽이다. 이 팀은 1914년에 창단되었으며, 현재 샹피오나 나시오날에 참가하고 있다.

## 역대 감독
| 감독            | 임기        |
| --------------- | ----------- |
| 도메네크 발마냐 | 1958 ~ 1960 |
| 도미니크 바테네 | 1987 ~ 1988 |
| 티에리 로리     | 2007 ~ 2008 |